# 1319 Disa
1319 Disa (1934 FO) là một tiểu hành tinh vành đai chính được phát hiện ngày 19 tháng 3 năm 1934 bởi Jackson, C. ở Johannesburg (UO).